# トールステン・ノルデンフェルト
トールステン・ノルデンフェルト（Thorsten Nordenfelt、1842年-1920年）は、スウェーデンの発明家で事業家。初期の機関銃と潜水艦の開発・製造で知られている。

## 経歴
ノルデンフェルトは、キンナ（Kinna）郊外のオービー（Örby）で、陸軍中佐の息子として生まれた。姓はしばしばNordenfeldtと綴られるが、彼自身はNordenfeltと綴り、1881年の国勢調査でもNordenfeltとなっている。1881年時点での居住地は、ウェスト・ロンドンのパディントンであった。
ノルデンフェルトは1862年から1866年まで、ロンドンにあるスウェーデンの会社に勤務しており、1867年にはEmma Stansfeld Grundyと結婚してイングランドに移住した。
ノルデンフェルトは義理の弟と共に、1867年にイギリスの鉄道レールのためにスウェーデン鋼を輸入する小さな会社を設立した。後に、「ノルデンフェルト銃砲株式会社（Nordenfelt Guns and Ammunition Company, ltd）」を設立し、ヘルゲ・パールクランツ（Helge Palmcrantz）が設計した機関銃を製造した。この機関銃は「ノルデンフェルト式機銃」と呼ばれている。彼の会社では、37 mmから57 mmまでの対水雷艇機砲も設計し、エリス（Erith）、ケント、ストックホルム及びスペインで製造された。ロスチャイルド家とヴィッカースからの圧力もあり、1888年に会社はマキシム社と合併し、マキシム・ノルデンフェルト銃器弾薬会社（Maxim Nordenfelt Guns and Ammunition Company）が設立された。
1890年にノルデンフェルトは個人破産をしてしまったために、マキシム・ノルデンフェルト社を追放され、イギリスを離れてフランスへ渡った。そこでソシエテ・ノルデンフェルト社を設立し、M1897 75mm野砲に使われた偏心螺旋尾栓を設計した。
1903年にはスウェーデンに戻り引退した。

## 潜水艦

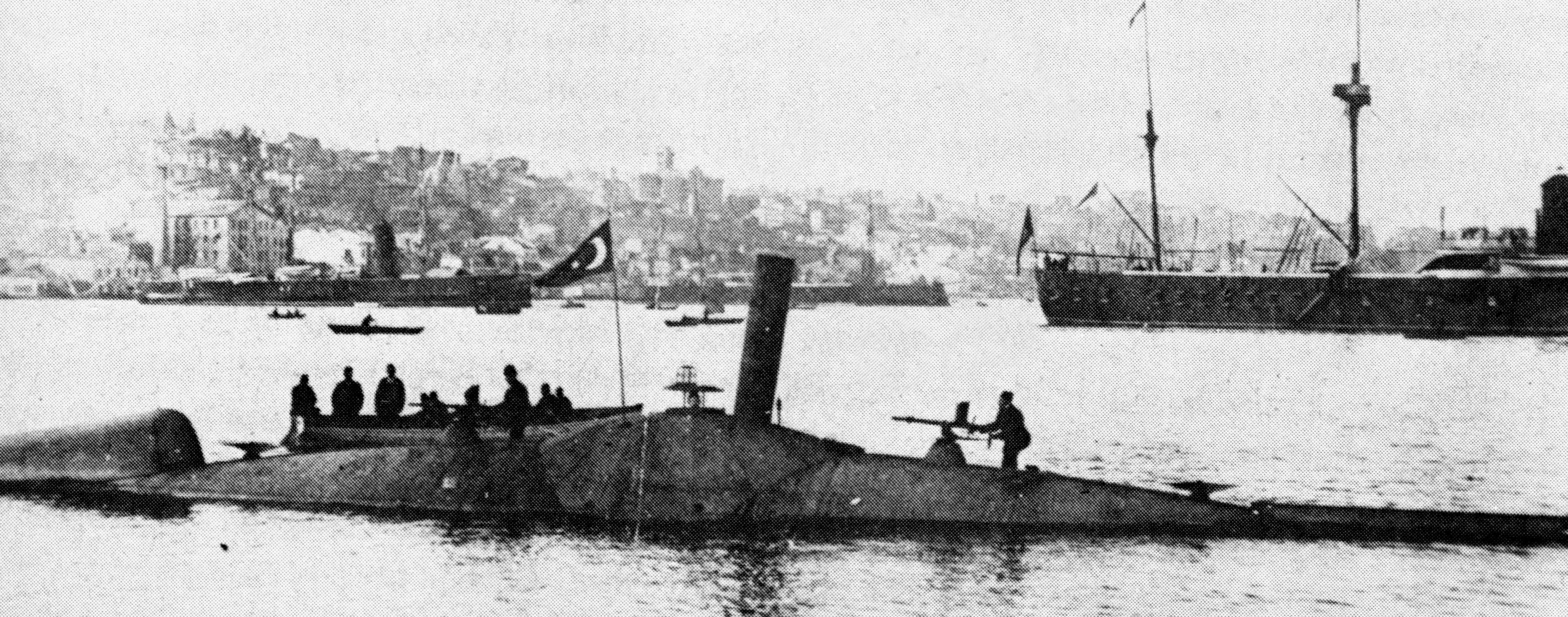
ノルデンフェルト式のオスマン帝国海軍の潜水艦アブデュルハミトは、世界で最初に魚雷の水中発射に成功したことで知られている。オスマン帝国海軍にはアブデュルハミト（ノルデンフェルト II）に加えアブデュルメジト（ノルデンフェルト III）も加わった。部品は英国で製造され、イスタンブールのタシュクザク海軍工廠で組み立てられた

ノルデンフェルトはイギリス人の牧師補で発明家であったジョージ・ギャレットと協力し、蒸気推進の潜水艦の製造を行った。最初の潜水艦である「ノルデンフェルト I」は、全長19.5 m、重量56トンで、ギャレットが実験的に作製した潜水艦である「リサーガム（1879年）」に類似していた。ノルデンフェルト Iは航続距離240 kmで、25.4 mm機関銃と魚雷を1本装備していた。建造は1884年から1885年にかけてストックホルムで行われた。リサーガム同様、水上では100馬力の蒸気エンジンを使用し、最高速度は9ノットであった。水中航行の動力源として蒸気蓄圧タンクを備え、潜行時にはボイラーを消火し、水上航行中に蒸気蓄圧タンクに蓄えた蒸気を使用してエンジンを駆動した。ノルデンフェルト Iはギリシャ政府が購入し、1886年にサラミス海軍基地に回航された。受領試験を実施した後、ギリシャ海軍で使用されることはなく、1901年に解体された。
続いて1886年にはオスマン帝国海軍のために「ノルデンフェルト II」（アブデュルハミト）、1887年には「ノルデンフェルト III」（アブデュルメジト）が建造された。同型艦であり、全長は30 mで、魚雷発射管2門を有していた。アブデュルハミトは潜行中に水中からの魚雷発射に成功した最初の潜水艦である。ノルデンフェルトの最後の潜水艦となったのは「ノルデンフェルトIV」である。エンジンを2基、魚雷を2本搭載していた。ロシア帝国がこの艦を購入したが、不安定でロシアへの回航中にユトランド半島沖で座礁してしまった。ロシアは代金の支払を拒否したため、ノルデンフェルトIVは解体された。
アブデュルハミトとアブデュルメシドは1914年にイスタンブールでドイツ軍によって発見された。沿岸防御用に使用することが考慮されたが、船殻の腐食が進んでいたことが分かり、実際に使用されることはなかった。

## 参考資料
- Paizēs-Paradelēs, K. (2002). Hellenic warships, 1829-2001 (English ed ed.). Athens, Greece: Society for the Study of Greek History. ISBN 978-960-8172-14-2
- Submarine Heritage Centre - submarine history of Barrow-in-Furness
- Preston, Antony (2001). The Royal Navy Submarine Service A Centennial History. Conway Maritime Press. ISBN 0851778917